# Revista Chilena de Historia del Derecho
La Revista Chilena de Historia del Derecho es una revista académica, revisada por pares, que cubre la historia del derecho y es publicada por la Universidad de Chile.  Establecida en 1959, su objeto son los asuntos legales que han pasado a la historia; el editor en jefe es Felipe Vicencio Eyzaguirre (Universidad de Chile).

## Historia
El primer director de la Revista fue Alamiro de Ávila Martel.  El predecesor de la Revista es el Boletín de Derecho Público, una revista jurídica especializada fundada por Aníbal Bascuñán Valdés, quien enseñó historia del derecho en la Universidad a partir de 1931.   En 2012, la Revista era la segunda revista de derecho chilena más antigua con publicación corriente.  En 2014, Claudio Barahona Gallardo escribió que la Revista era ahora "la revista más antigua de su tipo en Hispanoamérica".
Han sido directores de la Revista, después de Alamiro de Ávila Martel (1959-1970), Horacio Aránguiz Donoso (1978), Jaime Williams Benavente (1981), Bernardino Bravo Lira (1981-2005) y Antonio Dougnac Rodríguez (2005-2022); hoy ha vuelto a ser su director Bravo Lira, desde 2022. 

## Valoraciones
En mayo de 1960, Lewis Hanke revisó en The Hispanic American Historical Review el primer número de la Revista Chilena de Historia del Derecho y la calificó como "Una nueva y valiosa revisión en un campo relativamente subdesarrollado".  En cuanto a su prestigio, Antonio Dougnac Rodríguez en 2021 la calificó como antecesora de la Revista de Estudios Histórico-Jurídicos, fundada en 1976.